# ريك بارفيت
ريك بارفيت (بالإنجليزية: Rick Parfitt)‏ (مواليد 12 أكتوبر 1948 في سري، إنجلترا - 24 ديسمبر 2016)، هو مغني وكاتب غنائي وموسيقي إنجليزي بدأ مسيرته الفنية عام 1964. اشتهر بمشاركته في فرقة ستيتاس كو كعازف غيتار، لقب بـ«رجل الروك المتوحش». وتعتبر أغنية «روكين أول أوفر ذا وورلد» الصادرة سنة 1979 التي شارك بكتابتها من أنجح أغانيه.

## وصلات خارجية
- ريك بارفيت على موقع IMDb (الإنجليزية)
- ريك بارفيت على موقع ميوزك برينز (الإنجليزية)
- ريك بارفيت على موقع أول ميوزيك (الإنجليزية)
- ريك بارفيت على موقع ديسكوغز (الإنجليزية)
- ريك بارفيت على موقع قاعدة بيانات الفيلم (الإنجليزية)

- الموقع الرسمي